# 에버렛 브래들리 (음악가)
에버렛 브래들리(영어: Everett Bradley)는 미국의 멀티악기 연주자이자 가수이다. 그는 현재 록 밴드 본 조비의 투어 멤버이다.